# Список банков Кыргызстана
В данной статье представлен список банков Кыргызстана.

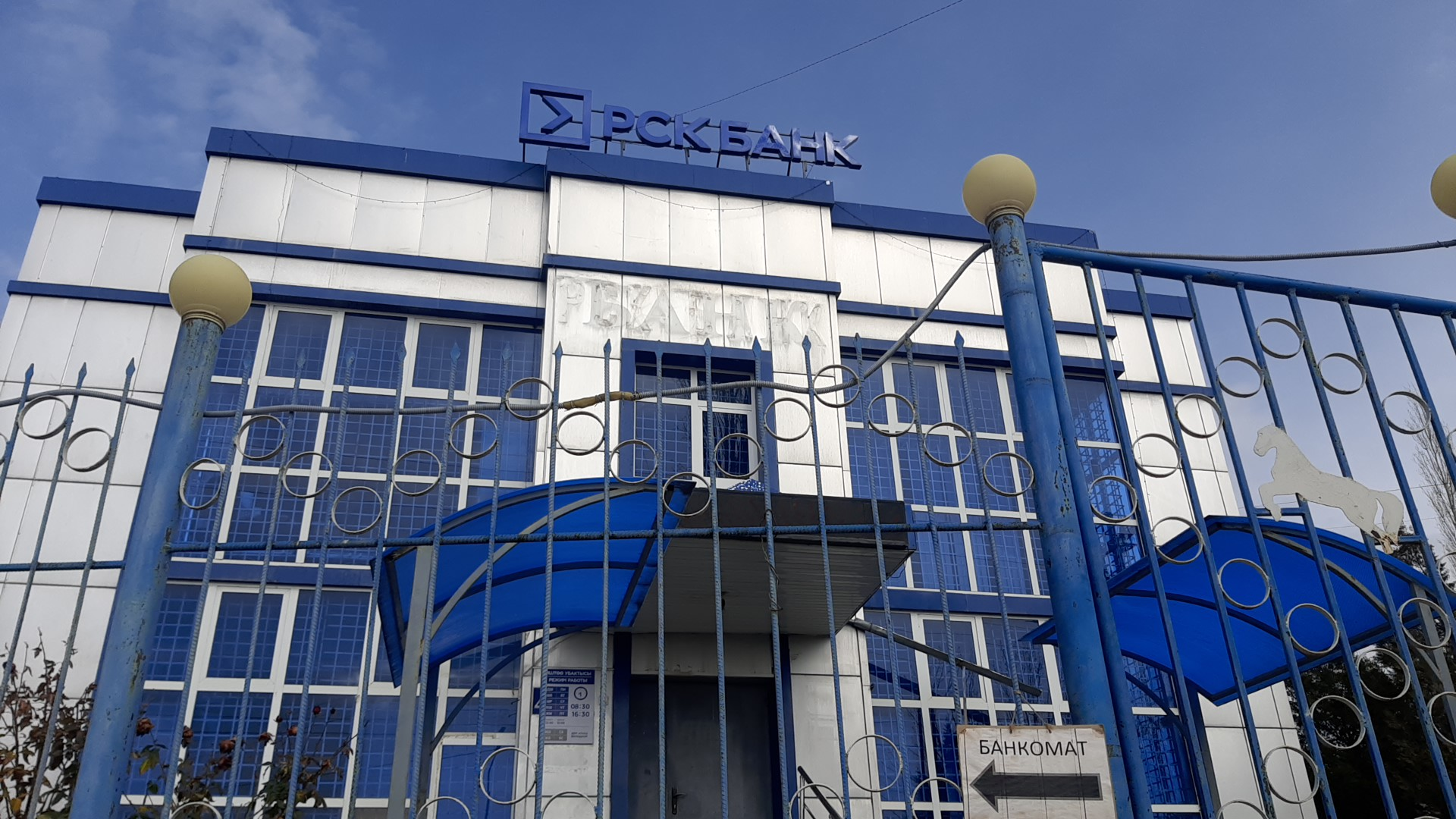
Филиал РСК банка в селе Ала-Бука

## Центральный банк
- Национальный банк Кыргызской Республики

## Коммерческие банки

### Местные банки
| Название банка                          | Местное название                  | Тип | Количество филиалов |
| --------------------------------------- | --------------------------------- | --- | ------------------- |
| Айыл Банк                               | Айыл Банк                         | ОАО | 33                  |
| Бакай Банк                              | БАКАЙ БАНК                        | ОАО | 9                   |
| Банк Азии                               | Азия Банкы                        | ЗАО | 9                   |
| МБАНК                                   | МБАНК                             | ОАО | 36                  |
| Дос-Кредобанк                           | Дос-Кредобанк                     | ОАО | 59                  |
| ФинансКредитБанк                        | ФинансКредитБанк                  | ОАО | 6                   |
| Кыргызский Инвестиционно-Кредитный Банк | Кыргыз Инвестициялык Кредит Банкы | ЗАО | 17                  |
| Керемет Банк                            | Керемет Банк                      | ОАО | 13                  |
| РСК Банк                                | РСК Банк                          | ОАО | 51                  |

### Иностранные банки
| Название банка            | Местное название             | Тип | Количество филиалов | Страна аффилированности                   |
| ------------------------- | ---------------------------- | --- | ------------------- | ----------------------------------------- |
| Бай-Тушум Банк            | Бай-Түшүм Банкы              | ЗАО | 7                   | ACDI / VOCA, США Каритас, Швейцария       |
| БТА Банк                  | БТА Банкы                    | ЗАО | 14                  | Казахстан                                 |
| ФИНКА Банк                | ФИНКА Банкы                  | ЗАО | 24                  | США                                       |
| Народный Банк Кыргызстана | Халык Банк Кыргызстан        | ОАО | 10                  | Казахстан                                 |
| Банк Компаньон            | Компаньон Банкы              | ЗАО | 17                  | Mercy Corps, США                          |
| Оптима Банк               | Оптима Банк                  | ОАО | 18                  | FIRST HEARTLAND JUSAN BANK JSC, Казахстан |
| РК АМАНБАНК               | РК АМАНБАНК                  | ОАО | 13                  | Россия                                    |
| DemirBank                 | Демир Кыргыз Интернэшнл Банк | ЗАО | 22                  | Турция                                    |

## Упразднённые банки
| Название банка                                                         | Местное название             | Тип | Адрес                        | Результат         |
| ---------------------------------------------------------------------- | ---------------------------- | --- | ---------------------------- | ----------------- |
| Ак Банк                                                                | Ак Банк                      | ОАО | Бишкек, ул. Чумабека 203     | Лицензия отозвана |
| Asia Universal Bank                                                    | АзияУниверсалБанк            | ОАО | Бишкек, проспект Чуй, 114    | Ликвидировано     |
| Бишкекский филиал Центральноазиатского банка сотрудничества и развития | ЦАБСиРдин Бишкектеги филиалы | -   | Бишкек, ул. Уметалиева, д. 7 | Лицензия отозвана |
| Инвестбанк «Иссык-Куль»                                                | Инвестбанк "Ысык-Көл"        | ОАО | Бишкек, проспект Чуй, 114    | Ликвидировано     |
| Манас Банк                                                             | Манас Банкы                  | ЗАО | Бишкек, проспект Чуй, 114    | Ликвидировано     |